# Nomada costalis
Nomada costalis là một loài Hymenoptera trong họ Apidae. Loài này được Brèthes mô tả khoa học năm 1909.